# College Station (Teksas)
College Station je grad u američkoj saveznoj državi Teksas. Prema popisu stanovništva iz 2010. u njemu je živjelo 93.857 stanovnika.